# Guillaume Le Breton (écrivain)
Pour les articles homonymes, voir Guillaume Le Breton et le Breton.
On sait peu de choses sur Guillaume Le Breton, sinon que, comme François d'Amboise, il fréquente le procureur général du roi, Gilles Bourdin, en même temps que d’autres dramaturges italianisants, Odet de Turnèbe et Pierre de Larivey.
D’après François d'Amboise, Le Breton aurait écrit plusieurs tragédies : Tullie, Charité, Didon et Dorothée, perdues. La seule pièce que l’on peut encore lire est une pièce à sujet mythologique, Adonis, sans doute représentée en 1569 devant Charles IX, puis huit ans plus tard, à l’Hôtel de Bourgogne, et enfin, en 1579 au Collège de Boncourt.
Le Breton a également traduit Historia general de las Indias, un ouvrage de Francisco Lopez de Gomara qui raconte la conquête du Mexique.

## Œuvres
- L'Adonis, tragédie de Guillaume Le Breton Nivernois, Paris, Abel L'Angelier, dans Diverses tragedies de plusieurs autheurs de ce temps, 1579, in-12[1]
- Voyages et conquestes du capitaine Ferdinand Courtois ès Indes occidentales, Paris, A. L'Angelier, 1588, VIII-416 ff. (lire en ligne)

### Édition moderne
- Théâtre français de la Renaissance, la tragédie à l’époque d’Henri III, édité par Mario Bensi, deuxième série, vol. 1 (1574-1579), Florence-Paris, Olschki-PUF, 1999.